# プラントル・グロワートの特異点
プラントル・グロワートの特異点（プラントル・グロワートのとくいてん、英: Prandtl–Glauert Singularity）とは、ルートヴィヒ・プラントルとハーマン・グロワートが見いだしたプラントル＝グロワートの法則における特異点のこと。

## 概要
物体が気体中を高速移動すると、進行方向では圧縮により圧力と温度が上昇する。速度が音速に近づくと断熱圧縮に近づき高温となるが、音速に達すると急に低下する。これは、圧力係数（圧力を無次元化したもの）の理論式が特異点を持つ、つまり特定の値で無限大に発散してしまうことで表される（実際には圧力係数は有限の値を取る）。
理論式は、Cp ：圧力係数（圧縮）、Cp0 ：圧力係数（非圧縮）、M ：マッハ数のとき、
{\displaystyle C_{p}={\frac {C_{p0}}{\sqrt {|1-{M}^{2}|}}}}
と表される。この式で、M = 1 のとき（分母がゼロとなるので）Cp は無限大になり、極端な気圧差（高圧と真空）が発生する。
プラントル・グロワートの特異点では、高温だった物体周囲の気温が急低下する。これが露点を下回った場合、周辺の湿度次第では雲が発生する可能性がある。これは、通常見られる飛行機雲とは異なり、リング状に広がると考えられる。

## ベイパーコーン

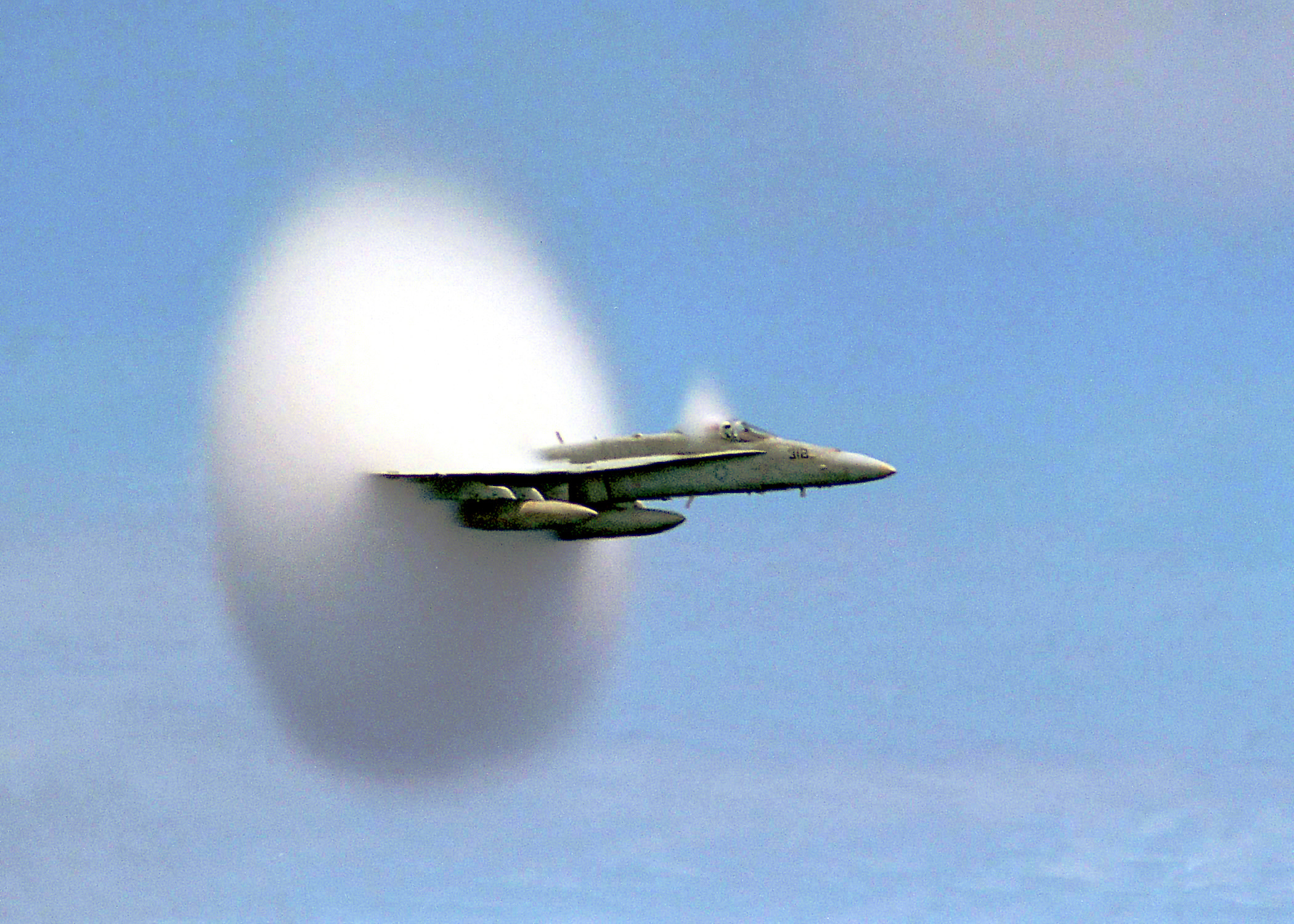
遷音速飛行中のF/A-18C。機体周囲に雲が発生している。

一方、飛行機が海面上など湿度と気圧が高いところで遷音速飛行している時、機体の周りに右の画像のような円錐型の雲が発生することがある。ベイパーコーン（vapor cone、水蒸気の円錐）などと呼称されるこの雲は、機体周辺で生じる減圧（断熱膨張）による温度低下が露点を下回り、水蒸気が一時的に凝結する現象が機体とともに移動するもので、特異点によるものとは限らない。
また、しばしば音の壁を突破した「瞬間」の現象としてメディアなどで紹介されるが、飛行速度が音速未満でも発生し、音速を突破しても発生するとは限らない。付け加えると、遷音速飛行では機体周辺の一部で超音速流が発生するため、特異点による雲も飛行速度が音速未満でも発生しうる。
なお、ソニックブームや衝撃波として紹介されることもあるが、いずれも肉眼では見えず、別の現象である。ただし衝撃波に関しては、圧力波面で発生する光学屈折を利用して間接的に観測が可能である。

## 参考資料
1. ↑  中村佳朗　圧縮性流体力学
2. ↑  YouTube ベイパーコーン
3. ↑  YouTube f-18 breaking sound barrier